# Petite Chronique des gens de nuit dans un port de l'Atlantique Nord
Petite Chronique des gens de nuit dans un port de l'Atlantique Nord est un roman de Philippe Hadengue publié en 1989 aux éditions Maren Sell et ayant obtenu le Prix du Livre Inter la même année.

## Éditions
- Petite Chronique des gens de nuit dans un port de l'Atlantique Nord, éditions Maren Sell, 1989  (ISBN 2-87604-004-2)